# بلاغوييفو (كومي)
بلاغوييفو (بالروسية: Благоево) هي مدينة في جمهورية كومي في روسيا.
يبلغ عدد سكانها حوالي 2550 نسمة.